# 앨리스터 맥그래스

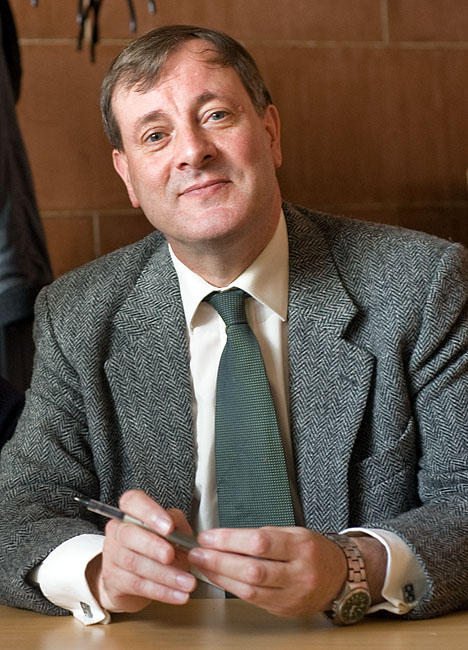
앨리스터 맥그래스

앨리스터 맥그래스(Alister McGrath, 1953년 1월 23일~)는 북아일랜드의 성공회 사제이자 기독교의 신학자이다. 알리스터 맥그래스라고도 한다. 영국에서 조직신학과 역사신학, 과학과 종교의 관계, 변증학 분야에서 많은 영향력을 미치고 있다. 대표적으로 종교개혁 사상과 하느님의 칭의가 잘 알려진 저서이다.

## 경력

### 학력
북아일랜드 밸파스트 태생으로 22세에 옥스퍼드 대학교에서 분자생물학 박사학위를 받았고 같은 학교에서 신학박사 학위를 받았다. 이후, 옥스퍼드 대학교에서 역사신학을 가르쳤으며, 2005년부터 성공회 신학교인 옥스퍼드 대학교 위클리프 홀(Wycliffe Hall)에서 학장으로 일하다가 은퇴하였다. 은퇴 후, 2008년 9월에는 런던대학교 킹스칼리지(King's College London)의 CTRC(Centre for Theology, Religion & Church) 학장으로 자리를 옮겨 사회, 종교, 과학 그리고 교회에 대한 문제를 집중적으로 연구하고 있다.

### 복음으로의 회심
앨리스터 맥그래스 신부는 자연과학을 공부하기 위해 옥스퍼드 대학교에 들어갔지만, 대학교에서 사귄 기독교인 친구들의 삶에 감화를 받았다. 그는 성공회 사제 마이클 그린 신부와 같은 복음주의 지도자들의 강연에 나가기 시작했는데, 이를 계기로 생각이 바뀌었다. 전도유망한 과학자의 삶을 버리고 신학을 공부하게 되었으며, 복음이 답이라는 깨달음으로 복음주의자가 되었다.

### 저서
저서로 "도킨스의 망상 - 만들어진 신이 외면한 진리"(앨리스터 맥그래스 신부와 사모가 같이 쓴 책, 살림), "내 평생에 가는 길"(복있는 사람,복음서의 주제인 하느님 나라에 대해 쓴 책.), "복음주의와 기독교의 미래"(한국 장로교 출판사), "회의에서 확신으로", "신학의 역사"(지와 사랑,교회사 입문서이다.고대교회부터 현대교회까지 다루고 있으며, 복음주의 신학, 해방신학등 다양한 기독교 전통들을 간략히 소개한다.), "십자가로 돌아가라", "예수님을 경험하는 영성훈련", "기독교 영성 베이직"(대한기독교서회,영성 입문서, 기독교 신앙을 시각적으로 설명하는 십자고상 등을 통한 영성수련을 말하고 있다.), "기독교, 그 위험한 사상의 역사"(국제제자훈련원) 등이 있다.

### 한국방문
2008년5월 19일 성공회대학교 피츠버그 홀에서 '리처드 도킨스의 과학적 무신론(만들어진 신)에 대한 신학적 응답'을 주제로 공개강좌를 한 바 있다.
또한 같은 해인 2008년 5월 20일 서울신학대학교 성봉기념관에서 '만들어진 신'에 대한 신학적 응전-과학과 종교의 대화-를 주제로 강의하였다.

## 같이 보기
- 성공회
- 저교회파